# Trichoceros carinifer
Trichoceros carinifer är en orkidéart som beskrevs av Rudolf Schlechter. Trichoceros carinifer ingår i släktet Trichoceros och familjen orkidéer. Inga underarter finns listade i Catalogue of Life.